# CityCentrum
Het CityCentrum is het 'nieuwe' centrumgebied van Veldhoven. De eerste plannen bestonden uit het bouwen van 17.000 m² winkel- en horecaruimte, 850 woningen, 8.500 m² kantoorruimte en van 16.000 m² bijzondere en openbare bebouwing waaronder onder andere een gemeentehuis, een politiebureau, een ontmoetingscentrum en een bibliotheek.uit een winkelcentrum, woningen, gemeentehuis, bibliotheek politiebureau, bioscoop
Met de bouw van de eerste fase, de Pleintjes,  werd in 1976 gestart nadat de gemeente een overeenkomst had gesloten met 3 uitvoerende bedrijven. De eerste fase bestond uit 9.100 m² winkelruimte en 212 woningen. De opening van het winkelcentrum vond plaats op 28 september 1978. De tweede fase, waarbij de Pleintjes werden doorgetrokken in de noordelijke richting, werd op 19 oktober 1983 afgerond. Deze fase bestond uit 4.000 m² winkeloppervlakte, 287 woningen en een marktplein, het Meiveld. Eind 1983 werd het politiebureau aan de Geer in gebruik genomen.
In 1986 start de bouw van het gemeentecentrum, bestaande uit het gemeentehuis, openbare bibliotheek en cultureel centrum De Schalm. Het gemeentecentrum werd in september 1988 geopend.
Aan de Meent, aan de westzijde van het CityCentrum, werd de City-passage gerealiseerd, een overdekte winkelgalerij met een oppervlakte van 7.400 m² en 48 winkels. De passage bestaat uit een middenplein van waaruit drie winkelstraten lopen, die aansluiten op het bestaande CityCentrum. Onder de passage is een halfverdiepte parkeerkelder met 210 parkeerplaatsen. De City-Passage werd geopend in mei 1995.
Onder het Mieveld en het Minneveld werd in 2002 een parkeergarage aangelegd met zo'n 300 plaatsen. In 2008 vond een opwaardering van het winkelcentrum plaats om de uitstraling te verbeteren en de toegangen te verfraaien. In 2015 werd theater de Schalm grondig verbouwd. Aan de Geer opende op 23 december 2017 een nieuwe bioscoop Cinema Gold.
In januari 2013 verkocht eigenaar Corio de City-Passage aan een samenwerkingsverband tussen Mount Kellett Capital Management en Sectie5 Investments. In september 2019 werd de City-Passage weer doorverkocht aan HAL Investments. Deze investeerder wil er woningen realiseren en de winkelruimten opwaarderen. In 2021 wordt onderzocht hoe het winkelgebied mee kan gaan met de tijd,